# Nanny von Escher
Nanny von Escher (Zürich, 4 mei 1855 - Langnau am Albis, 22 juli 1932) was een Zwitserse schrijfster.

## Biografie
Nanny von Escher was een dochter van Hans Conrad Escher en van Bertha von Meiss. Na de dood van haar vader in 1867 woonde ze bij haar moeder en begon ze met schrijven. Onder aanmoediging van Conrad Ferdinand Meye en Gottfried Keller publiceerde ze in 1895 haar eerste dichtbundel. Ze werd een van de centrale figuur in een kringen van geleerden en schrijvers. Ze schreef en ontving duizenden brieven, componeerde gedichten, korte verhalen, schetsen, drama enz., meestal over historische onderwerpen. Ze publiceerde tevens in feministische tijdschriften, maar zette zich rond de eeuwwisseling af van de actieve feministische beweging in Zürich.